# Le Monastier-sur-Gazeille
Le Monastier-sur-Gazeille è un comune francese di 1 807 abitanti situato nel dipartimento dell'Alta Loira della regione dell'Alvernia-Rodano-Alpi.
Qua nacque il politico Victor André Laurent Eynac.

## Società

### Evoluzione demografica
Abitanti censiti